# Васильцова, Анастасия Владимировна
Анастасия Владимировна Васильцова (род. 22 мая 1964 года) — советский и российский художник, член-корреспондент РАХ (2021).

## Биография
Родилась 22 мая 1964 года, живёт и работает в Москве.
Выпускница Московской средней художественной школа при Академии художеств СССР, в 1988 году — окончила мастерскую монументально-декоративной живописи Московского государственного промышленно-художественного института имени С. Г. Строганова, обучалась у Б. В. Иорданского, А. Л. Орловского.
С 1989 года — член Московского союза художников, с 1997 года — член Союза художников России, Международного художественного фонда.
В 2021 году — избрана членом-корреспондентом Российской академии художеств от Отделения живописи.

### Семья
- отец — В. К. Васильцов (1932—2008), советский и российский художник-живописец и график, народный художник Российской Федерации (2002).
- мать — Э. А. Жарёнова (род. 1932), советская и российская художница-монументалистка, живописец, педагог, академик РАХ (2012)

## Творческая деятельность
Основные произведения:
- три мозаичных торца на тему «Русская словесность» на фасаде Государственного института русского языка имени А. С. Пушкина в Москве;
- две мозаичные композиции на тему «Музыка и поэзия» в технике флорентийская мозаика в интерьере Центрального дома культуры железнодорожников на Комсомольской площади в Москве (1988);
- 19 панно в технике живописи для интерьеров гостиницы Шератон Палас Отель (Москва);
- 6 витражей в доходном доме Патриарха, улица Жолтовского (Москва);
- 7 мозаик храма Преображения Господня на Болвановке в Москве;
- в соавторстве с Александром Чеховским выполнила более 130 мозаичных икон для Сретенского монастыря (Москва), Оптиной Пустыни (Козельск), Николаевского Черноостровского монастыря (Малоярославец), афонских монастырей Дохиар и Ватопед (Греция), флорентийских храмов Рождества Христова и Святого Николая Чудотворца (Италия), Русского подворья в Бари (Италия).

Станковые произведения находятся в собраниях музеев Москвы и в частных коллекциях.

## Награды
- Медаль ордена «За заслуги перед Отечеством» II степени (2019)[1]
- Заслуженный художник Российской Федерации (2004)[2]
- Золотая медаль ИППО (2001)
- Ветеран труда (2021)

Награды РАХ
- Золотая медаль «Достойному» РАХ (2015)
- Благодарность РАХ (2010)